# Ситаун (река)
Ситаун (бирм. စစ်တောင်းမြစ်) — одна из крупнейших рек в Мьянме. Длина около 500 км, площадь бассейна — 34 500 км². Средний расход воды около 1300 м³/с.
Берёт начало в горах Пегу. Протекает преимущественно с севера на юг. Питание реки дождевое, с летним половодьем. Впадает в залив Моутама Андаманского моря.
На протяжении 80 км от устья подвержена влиянию морских приливов. Приливные волны высотой до 3,5 м несутся со скоростью около 20 км в час вверх по реке. Воды реки используется для орошения. Соединена каналом с рекой Пегу.
В связи с вырубкой лесов река сильно обмелела. Судоходна на протяжении 40 км весь календарный год, и на 90 км в течение трёх месяцев в году. Воды реки несут много взвешенных частиц.

## Интересные факты
Остатки 53-й японской дивизии прекратили боевые действия в низовьях реки Ситаун 17 августа 1945 года[4], после капитуляции Японии.